# Lucien Jaquelux
Lucien Alexandre Marie Toniet dit Lucien Jaquelux, né à Orléans (Loiret) le 18 août 1894 et mort à Langres (Haute-Marne) le 25 septembre 1946, est un peintre, illustrateur, décorateur et réalisateur français.

## Biographie
Lucien Jaquelux a illustré un certain nombre d'ouvrages, notamment leur couverture. Il réalise également des estampes et dessins de femmes dont certaines érotiques pour le magazine de charme Le Sourire entre 1924 et 1933. 
Parallèlement il mit ses talents artistiques au service du cinéma. Il exerce la profession de décorateur de plateau, puis devient assistant réalisateur avant de devenir lui-même réalisateur.

## Illustrateur

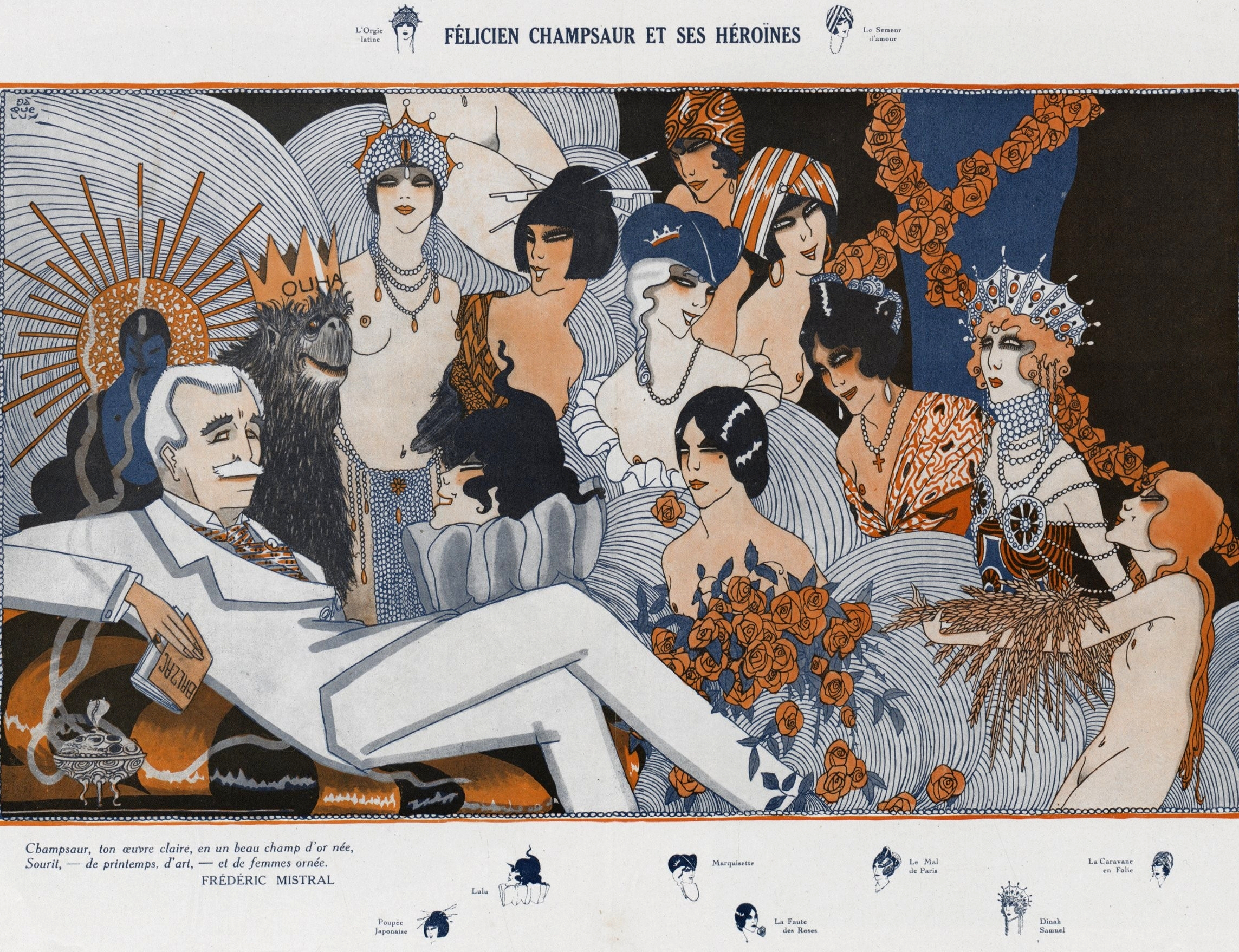
« Félicien Champsaur et ses héroïnes », dessin paru dans Paris-plaisirs, 20 juin 1923.

- De 1924 à 1933 dans la revue de charme Le Sourire de France publié par les éditions de L'Estampe.
- Félicien Champsaur, Ouba, roi des Singes, illustrations de Jaquelux et Édouard Chimot, éditions Fasquelle, Paris, 1922
- Félicien Champsaur, Claude Barsac, illustrations de Jaquelux, Jean-Gabriel Domergue, Édouard Chimot, Raphael Kirchner et Fabius Lorenzi, éditions La Renaissance du Livre, Paris, 1923
- Félicien Champsaur, trilogie en 3 volumes Marquisette, Claude Barsac, Renée April, illustrations de Jaquelux, Antoine Bourdelle, Jean-Gabriel Domergue, Edouard Chimot et Fabius Lorenzi, La Renaissance du Livre , Paris, 1924
- Félicien Champsaur, Le Bandeau d'Eros, illustration Jaquelux, éditions Ferenczi & fils, Paris, 1925.
- Félicien Champsaur, L'Amant des danseuses, illustration Jaquelux, éditions Ferenczi & fils, Paris, 1926.
- Félicien Champsaur, Le Combat des sexes, illustrations de Jaquelux, Albert Besnard, Edouard Chimot et Fabius Lorenzi, éditions Ferenczi & fils, Paris, 1927
- Félicien Champsaur, La Pharaonne, illustration de Jaquelux et Fabius Lorenzi, éditions Ferenczi & fils, Paris, 1929.
- Félicien Champsaur, Nora, la guenon devenue femme, illustrations de Jaquelux et Charles Naillod, éditions Ferenczi & fils, Paris, 1929.

## Filmographie
Décorateur de plateau
- 1926 : Yasmina d'André Hugon[2]
- 1927 : Celle qui domine de Carmine Gallone et Léon Mathot[3]
- 1928 : La Venenosa de Roger Lion
- 1940 : Moulin rouge d'André Hugon et Yves Mirande
- 1940 : Monsieur Hector de Maurice Cammage
- 1941 : Trois Argentins à Montmartre d'André Hugon
- 1941 : Fromont jeune et Risler aîné de Léon Mathot
- 1941 : Ici l'on pêche de René Jayet

Chef-décorateur
- 1926 : La Femme nue de Léonce Perret[4]
- 1928 : Minuit, place Pigalle de René Hervil[5]
- 1930 : Méphisto d'Henri Debain et Georges Vinter
- 1930 : Le mystère de la chambre jaune de Marcel L'Herbier
- 1931 : Le Refuge de Léon Mathot
- 1931 : Un soir, au front d'Alexandre Ryder
- 1931 : Arthur / Le Culte de la beauté de Léonce Perret[6]
- 1938 : Grisou de Maurice de Canonge
- 1938 : La Plus Belle Fille du monde de Dimitri Kirsanoff
- 1939 : Le Paradis des voleurs de Lucien-Charles Marsoudet
- 1940 : Menaces d'Edmond T. Gréville
- 1941 : Trois Argentins à Montmartre d'André Hugon
- 1942 : Patrouille blanche de Christian Chamborant
- 1943 : Les Ailes blanches de Robert Péguy

Assistant-réalisateur
- 1928 : La Venenosa de Roger Lion[7]

Réalisateur
- 1930 : Les Saltimbanques coréalisé avec Robert Land
- 1931 : La Capture de la sirène
- 1931 : Diablette[8],[9]
- 1932 : On demande de jolies femmes
- 1932 : Monsieur boude
- 1932 : Le Picador[10]
- 1932 : La casa es seria (La Maison sérieuse)
- 1933 : Mon chapeau[11]
- 1934 : Le Malade imaginaire[12]
- 1934 : Le Monstre[13]
- 1934 : Pierrot mon ami[14],[15]
- 1937 : Symphonie pathétique[16]

Scénariste
- 1942 : Chambre 13 d'André Hugon